# Michael Lang (Fußballspieler, 1998)
Michael Lang (* 4. Juli 1998 in Graz) ist ein österreichischer Fußballspieler.

## Karriere
Lang begann seine Karriere beim LUV Graz. 2009 wechselte er zum Grazer AK. 2010 kam er in die AKA HIB Liebenau, danach spielte er wieder für den GAK. 2013 kehrte er an die HIB Liebenau zurück. 2014 kam er in die Akademie des SK Sturm Graz.
Zur Saison 2015/16 schloss Lang sich dem Regionalligisten SV Allerheiligen an. Im Oktober 2015 debütierte er für Allerheiligen in der Regionalliga, als er am 13. Spieltag jener Saison gegen den SK Vorwärts Steyr in der 63. Minute für Patrick Rupprecht eingewechselt wurde.
Zur Saison 2017/18 wechselte er zum Zweitligisten SC Austria Lustenau. Sein Debüt in der zweiten Liga gab er im August 2017, als er am dritten Spieltag jener Saison gegen den SC Wiener Neustadt in der Startelf stand. Nach der Saison 2017/18 verließ er Lustenau und wechselte zur Kapfenberger SV. In zwei Spielzeiten kam er zu 33 Zweitligaeinsätzen für die KSV. Nach der Saison 2019/20 verließ er den Verein zunächst.
Im September 2020 verlängerte er nach dem Saisonstart allerdings doch noch bis Juni 2021 bei den Kapfenbergern. Zur Saison 2021/22 wechselte er innerhalb der 2. Liga zum SKN St. Pölten, bei dem er einen bis Juni 2023 laufenden Vertrag erhielt. Für den SKN kam er zu 28 Zweitligaeinsätzen.
Bereits nach einer Spielzeit verließ Lang St. Pölten nach der Saison 2021/22 wieder und wechselte innerhalb der Liga zurück zu seinem Jugendklub GAK, bei dem er einen bis Juni 2024 laufenden Vertrag erhielt. Mit dem GAK stieg er 2024 in die Bundesliga auf. Im Oberhaus kam er zu 14 Einsätzen, ehe er im Februar 2025 leihweise nach Kapfenberg zurückkehrte. Während der Leihe kam er zu 13 Zweitligaeinsätzen.
Zur Saison 2025/26 kehrte er nach Graz zurück, wo er aber keine Rolle mehr spielte. Im August 2025 verließ er den GAK dann endgültig und wechselte zu Zweitligist SK Austria Klagenfurt.